# Estrella (fortificación)

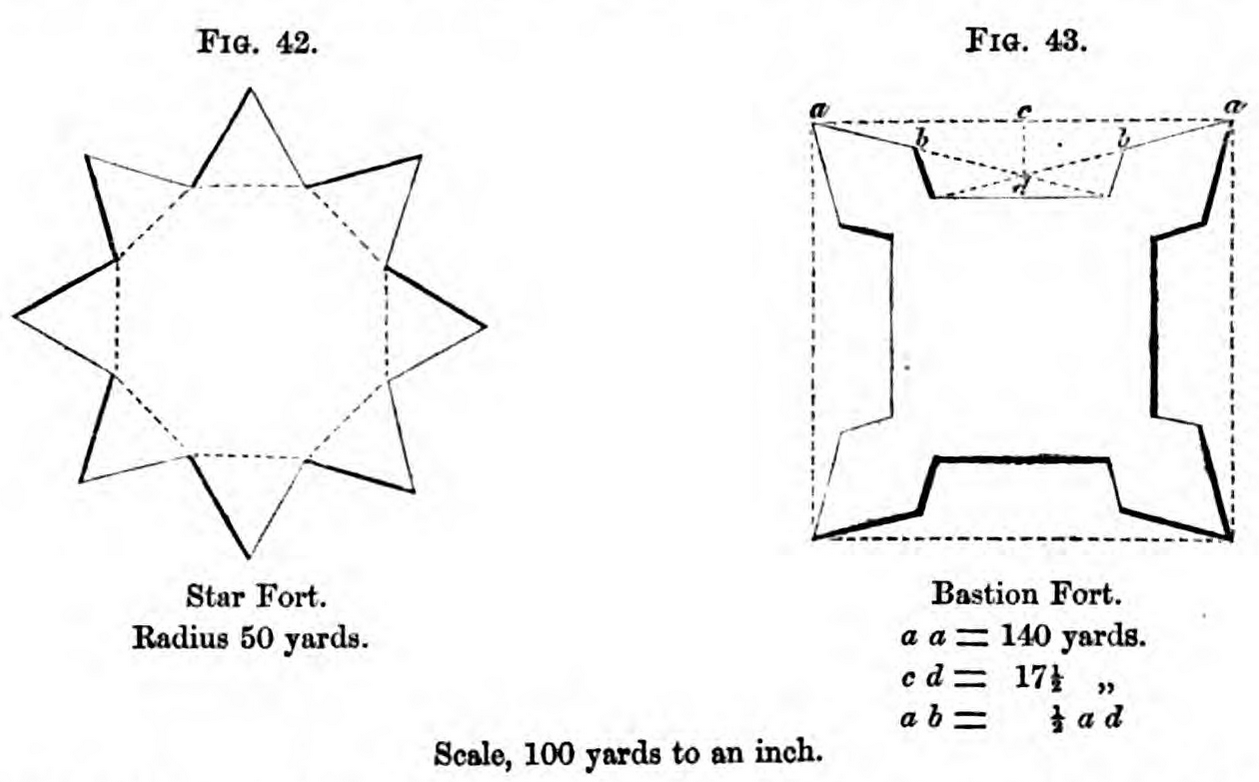
Estrella en comparación con un bastión

En arquitectura militar, se llama estrella al fortín o reducto que por estar formado por cierto número de ángulos entrantes y salientes, asemeja a una estrella. 
Esta clase de fortificación no es muy usual a causa de que sus ángulos salientes no están flanqueados. Son preferidos los reductos cuadrados, pues además de que su construcción es más breve, surte unos efectos similares.